# Maria Sundbom
Maria Irene Sundbom (* 19. Mai 1975 in Uppsala) ist eine schwedische Schauspielerin.

## Leben
Sundbom tritt im Ensemble des Uppsala Stadsteater auf und wirkte bei einigen schwedischen Film- und Fernsehproduktionen als Schauspielerin mit. Für ihre Darstellung der Siri in dem 2016 veröffentlichten Thriller Flickan, mamman och demonerna wurde sie 2017 als Beste Hauptdarstellerin mit dem schwedischen Filmpreis Guldbagge ausgezeichnet.

## Filmografie (Auswahl)
- 2005: Lasermannen (Fernsehserie)
- 2006: Detektivbüro LasseMaja (LasseMajas detektivbyrå) (Fernsehserie und Weihnachtsserie in Schweden)
- 2007: Sonnensturm (Solstorm)[3]
- 2009: Maskeraden
- 2010: Mankells Wallander: Das Erbe (Mankells Wallander)
- 2011: Die Brücke – Transit in den Tod (Bron bzw. Broen, Fernsehserie)
- 2016: Flickan, mamman och demonerna
- 2019: Quicksand – Im Traum kannst du nicht lügen (Störst av allt, Fernsehserie)